# Weinberg (Görlitz)
De Weinberg (ook wel die Weinberge, Weinberggelände of Obermühlberge genoemd) is een park op een heuvel in het Duitse Görlitz. Het park strekt zich uit over ongeveer 1,5 km aan de westzijde van de Neisse, vanaf de Obermühle en het Neisseviaduct in het noorden tot aan de Zittauer Straße in het zuiden.
Het park is in verschillende fasen aangelegd in de negentiende eeuw. De naam verwijst naar wijngaarden die hier de vroeger gelegen hebben. Het is een bosrijk en heuvelachtig park met enkele waterpartijen nabij de rivier de Neisse. Op het hoogste punt van het park, een 214 meter hoge heuvel staat sinds eind negentiende eeuw het in Zwitserse stijl gebouwde Weinberghaus met daarnaast een uitkijktoren, de Weinbergturm.
Bij watermolen de Obermühle was tot 1945 een haven in gebruik voor de binnenvaart. In 1999 is deze weer in gebruik genomen voor de verhuur van plezierbootjes. Andere voorzieningen zijn een smalspoorlijntje en een natuurbad (het Volksbad).
De gebieden Berggarten, Friedenshöhe en Schellergrund maken ook deel uit van de Weinberg. In het westelijk deel van het park bevindt zich sinds 1871 bierbrouwerij Landskron.
De Berggarten is in 1940 ontworpen als privétuin bij een villa aan de Heinzelstraße. In 1961 werd de tuin opnieuw ingericht. Het park ligt op een zuidhelling en bestaat uit een weide waar naald- en loofbomen omheen zijn geplant. Op het laagste deel staan rodondendrons.

## Afbeeldingen

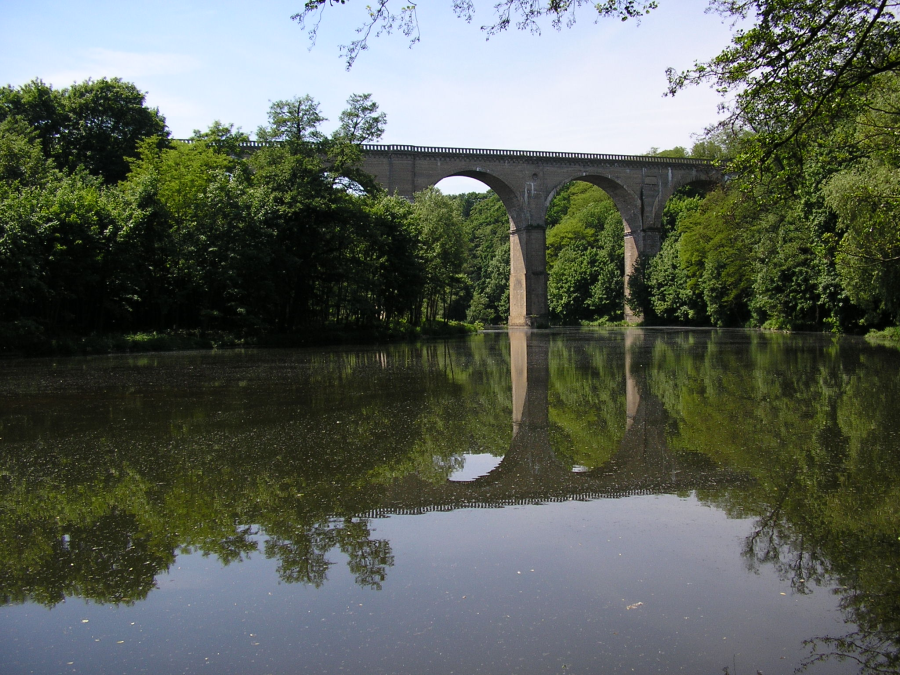
Het Neisseviadukt
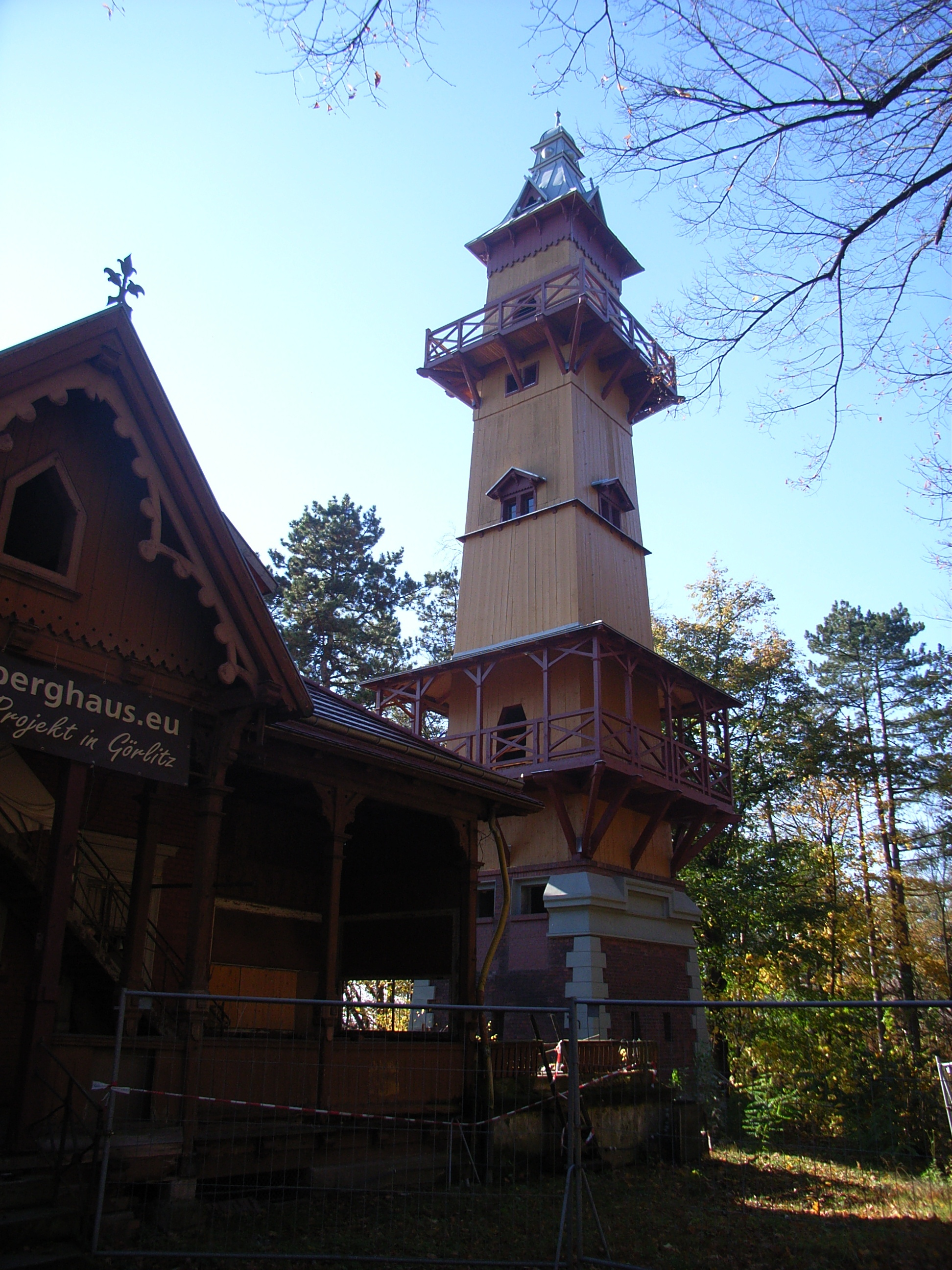
het Weinberghaus met de Weinbergturm
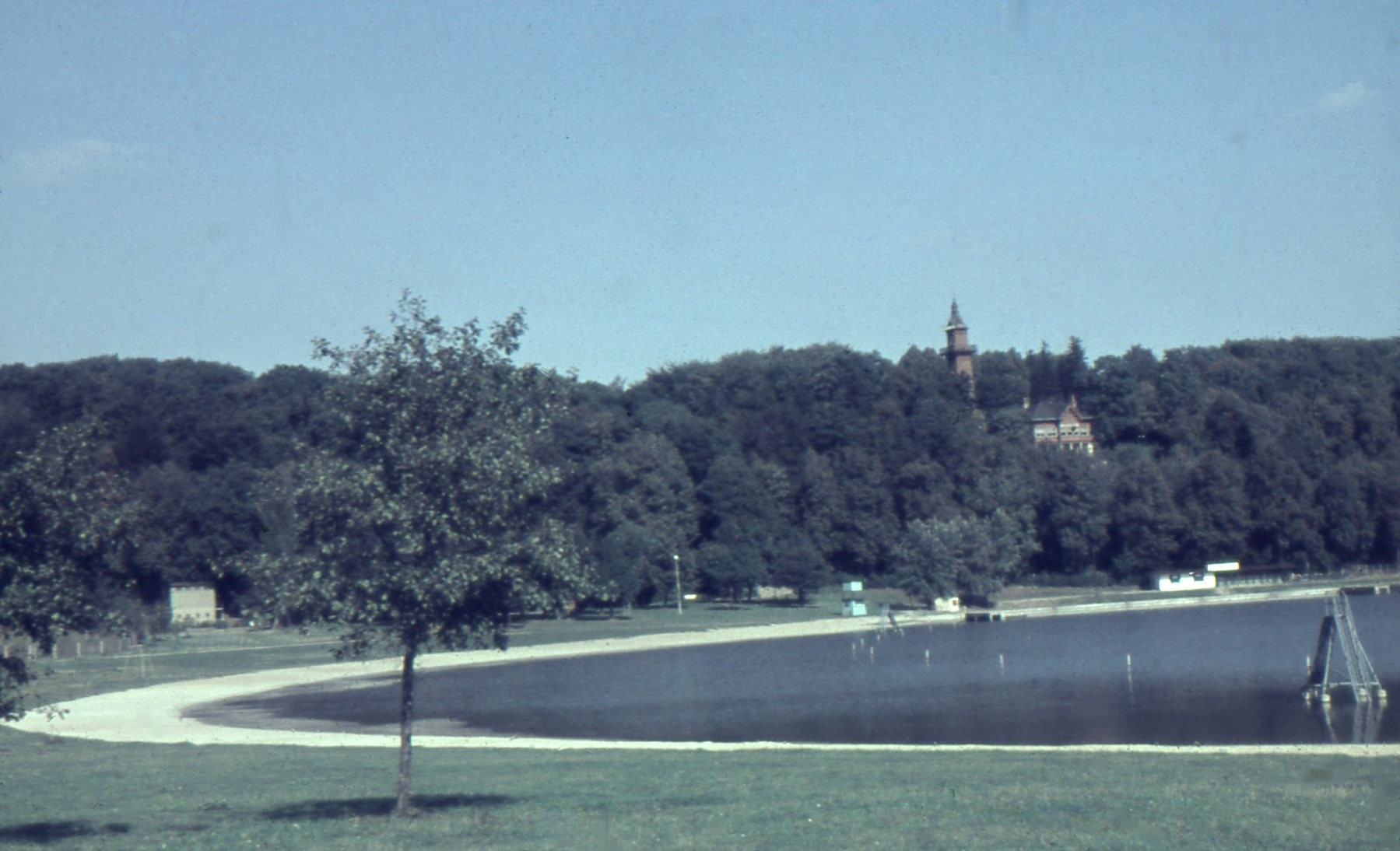
het Volksbad met op de achtergrond het Weinberghaus
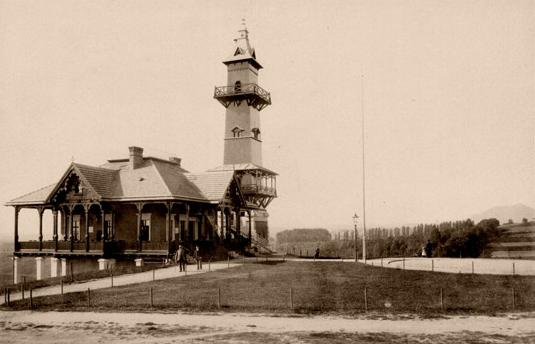
Weinberghaus de Weinbergturm in 1890
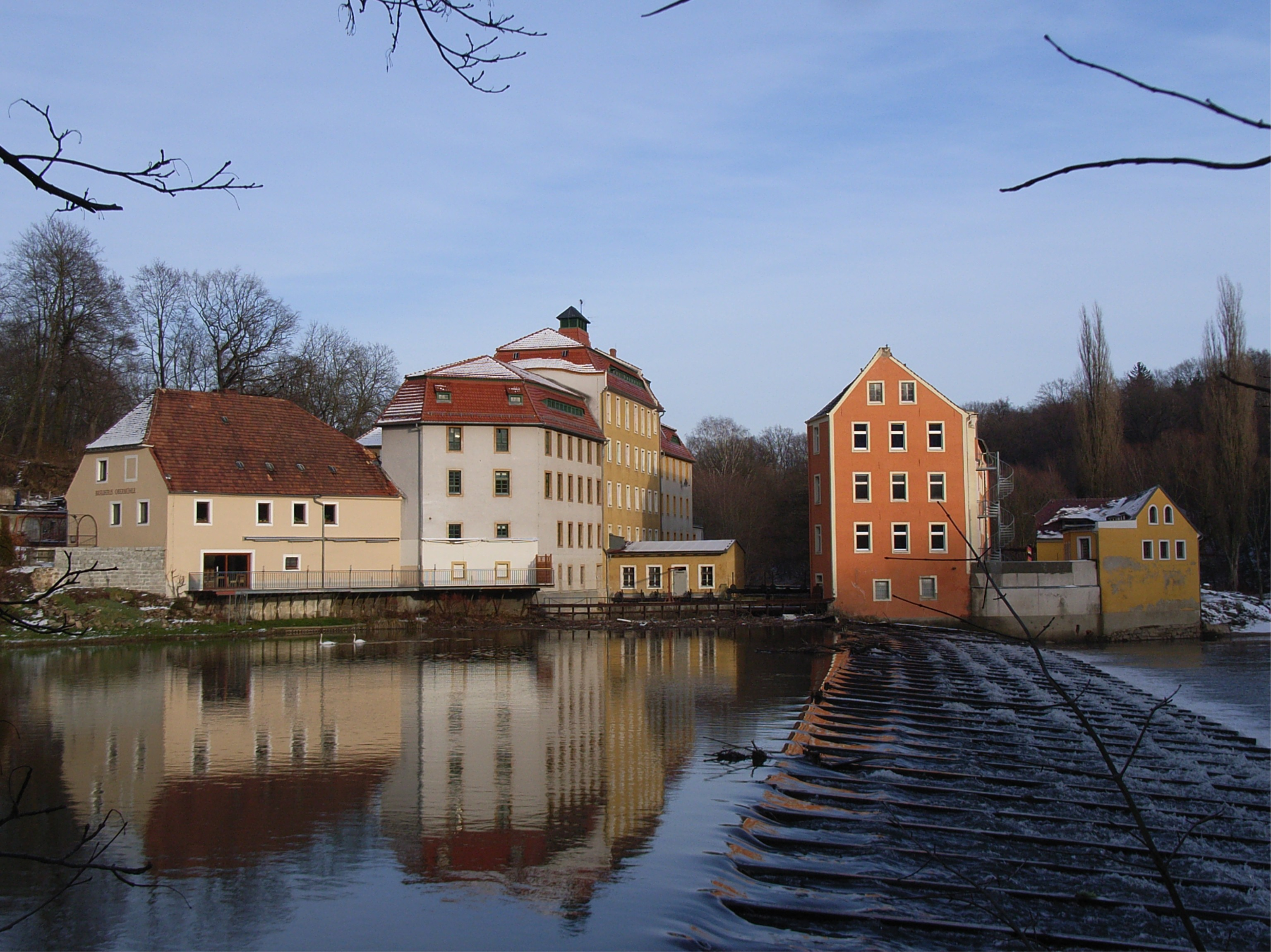
De Obermühle